# کورتیس توماسویچ
کورتیس توماسویچ (انگلیسی: Curtis Tomasevicz؛ زادهٔ ۱۷ سپتامبر ۱۹۸۰) ورزشکار بابسلد اهل ایالات متحده آمریکا است.
وی در مسابقات کشوری و بین‌المللی در مجموع برندهٔ ۴ مدال طلا، ۱ مدال نقره، ۵ مدال برنز شده‌است.